# 卢卡·库皮多
卢卡·库皮多（義大利語：Luca Cupido，1995年11月9日—），美国男子水球运动员。他曾代表美国参加2016年、2020年和2024年夏季奥林匹克运动会水球比赛，其中2024年奥运会获得一枚铜牌。